# Первомайское (Хакасия)
Первомайское (хак. Первомайскай) — село в Боградском районе Хакасии, административный центр
Первомайского сельсовета.

## География
Населённый пункт расположен на трассе Р-257 «Енисей». Протекает река Харасуг.
Уличная сеть
1. Зелёная улица
2. Улица Калинина
3. Улица Кирова
4. Улица Ленина
5. Механизаторская улица
6. Улица Мира
7. Набережная улица
8. Новая улица
9. Озерная улица
10. Речная улица
11. Советская улица
12. Строительная улица
13. Целинная улица
14. Улица Чапаева
15. Школьная улица
16. Улица Потылицына

## Население
| 2002 | 2010  |
| ---- | ----- |
| 1421 | ↗1466 |

## Инфраструктура
Телебашня Радиотелецентра РТРС

## Транспорт
- Автобус маршрута 505а: с. Сарагаш — с. Первомайское — д. Борозда — с. Знаменка — с. Боград — с. Троицкое — ост. д. Красный Камень — ост. рп Пригорск — г. Черногорск — г. Абакан (АВ)[3].

- Автобус маршрута 507: г. Абакан (АВ) — г. Черногорск — ост. рп Пригорск-2 — ост. д. Красный Камень — с. Троицкое — с. Абакано-Перевоз — с. Троицкое — с. Боград.